# ソロモン諸島の島の一覧
ソロモン諸島 (国)の島の一覧を示す。
地理的なソロモン諸島に属する島の一部はパプアニューギニアに属する。

## 一覧 (面積順)
ソロモン諸島にある面積100km2以上の島。
| 順位 | 島名                          | 面積(km2) | 緯度経度                                                            |
| ---- | ----------------------------- | --------- | ------------------------------------------------------------------- |
| 1    | ガダルカナル島                | 5,353     | 南緯9度37分00秒 東経160度11分00秒 / 南緯9.61667度 東経160.18333度   |
| 2    | マライタ島                    | 4,307     | 南緯9度00分00秒 東経161度00分00秒 / 南緯9.00000度 東経161.00000度   |
| 3    | サンタイサベル島              | 3,665     | 南緯8度00分00秒 東経159度01分00秒 / 南緯8.00000度 東経159.01667度   |
| 4    | マキラ島                      | 3,190     | 南緯10度33分04秒 東経161度49分41秒 / 南緯10.55111度 東経161.82806度 |
| 5    | チョイスル島                  | 2,971     | 南緯7度00分00秒 東経156度58分00秒 / 南緯7.00000度 東経156.96667度   |
| 6    | ニュージョージア島            | 2,037     | 南緯8度15分00秒 東経157度30分00秒 / 南緯8.25000度 東経157.50000度   |
| 7    | コロンバンガラ島              | 687.8     | 南緯7度58分00秒 東経157度04分00秒 / 南緯7.96667度 東経157.06667度   |
| 8    | レンネル島                    | 660.1     | 南緯11度40分00秒 東経160度10分00秒 / 南緯11.66667度 東経160.16667度 |
| 9    | ベララベラ島                  | 628.9     | 南緯7度44分00秒 東経156度38分00秒 / 南緯7.73333度 東経156.63333度   |
| 10   | バングヌ                      | 509       | 南緯8度37分33秒 東経157度58分55秒 / 南緯8.62583度 東経157.98194度   |
| 11   | ネンドー島                    | 505.5     | 南緯10度43分28秒 東経165度55分22秒 / 南緯10.72444度 東経165.92278度 |
| 12   | マラマシケ島                  | 480       | 南緯9度32分46秒 東経161度28分01秒 / 南緯9.54611度 東経161.46694度   |
| 13   | レンドバ島                    | 411.3     | 南緯8度32分00秒 東経157度20分00秒 / 南緯8.53333度 東経157.33333度   |
| 14   | ンゲラスレ島（Nggela Sule）   | 230       | 南緯9度03分35秒 東経160度13分10秒 / 南緯9.05972度 東経160.21944度   |
| 15   | サン・ホルヘ島                | 184       | 南緯8度27分00秒 東経159度35分00秒 / 南緯8.45000度 東経159.58333度   |
| 16   | ヴァニコロ島                  | 173.2     | 南緯11度39分00秒 東経166度54分00秒 / 南緯11.65000度 東経166.90000度 |
| 17   | ンゲラパイル島（Nggela Pile） | 150       | 南緯9度08分00秒 東経160度19分14秒 / 南緯9.13333度 東経160.32056度   |
| 18   | ラノンガ島                    | 147       | 南緯8度03分43秒 東経156度34分05秒 / 南緯8.06194度 東経156.56806度   |
| 19   | パヴヴ島                      | 129.19    | 南緯9度04分00秒 東経159度06分00秒 / 南緯9.06667度 東経159.10000度   |
| 20   | テテパレ島                    | 118       | 南緯8度43分00秒 東経157度33分00秒 / 南緯8.71667度 東経157.55000度   |
| 21   | ワジーナ島                    | 110       | 南緯7度26分00秒 東経157度46分00秒 / 南緯7.43333度 東経157.76667度   |

## その他
- ファトゥタカ島（英語版） - ソロモン諸島の最東端 南緯11度54分36秒 東経170度11分24秒
- トレジャリー諸島モノ島 - ソロモン諸島の最西端 南緯7度23分15秒 東経155度33分30秒
- レンネル島 - ソロモン諸島の最南端
- オントンジャワ環礁ペラウ島（セブアノ語版）（Pelau） - ソロモン諸島の最北端 南緯5度05分32秒 東経159度24分22秒